# モロトフ (巡洋艦)
モロトフ（ロシア語: Молотов）は、ソ連の巡洋艦(Крейсер)。マクシム・ゴーリキー級。艦名は同国首相、外務人民委員、外相（1946年以後）を歴任したヴャチェスラフ・モロトフに因む。彼の失脚後の1957年には「栄光」を意味するスラヴァ（Slava/Слава）に改名された。艦の規模からは軽巡洋艦、ソ連には無関係であるが、ロンドン海軍軍縮条約の規定に沿った分類では重巡洋艦に分類される。

## 概要
「モロトフ」と同型艦「マクシム・ゴーリキー」は26号計画 に基づく最初の2隻より装甲が強化されており、26-bis号計画として区別されている。
「モロトフ」はレドュートKレーダーを搭載しており、ソ連の艦艇で初めてレーダーを装備した艦となった。1944年にはソ連製のマーズ1射撃指揮レーダーも追加されている。
1943年に「モロトフ」にはより高性能のZK-1aカタパルトが搭載され、レンドリースでイギリスから提供されたスーパーマリン スピットファイア戦闘機の発進試験に成功している。しかしながらこの計画は1947年に放棄され、カタパルトも撤去された。

## 艦歴
「モロトフ」は1937年1月14日にムィコラーイウのマルティ南工廠で起工、1939年12月4日に進水し、1941年6月14日竣工した 。公試では36.3ノットを記録した。

### 第二次世界大戦

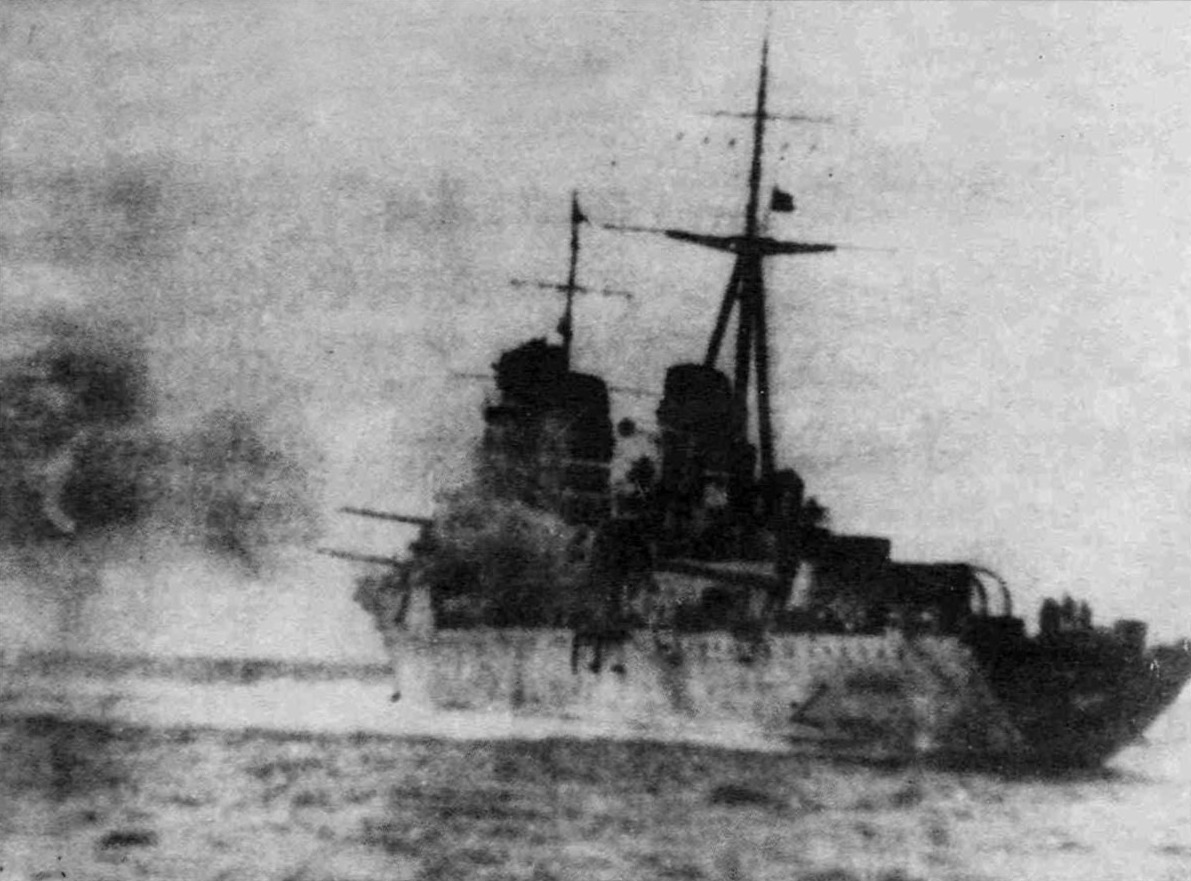
砲撃するモロトフ。1941年から1942年頃。

「モロトフ」は当時の赤色黒海艦隊の艦艇で唯一レーダーを装備していたため、バルバロッサ作戦の主要な期間中にはセヴァストポリで対空警戒任務に従事した 。1941年10月後半、ドイツ陸軍がクリミア半島に侵攻すると、「モロトフ」はトゥアプセへ移動を余儀なくされ、そこで再び対空警戒に従事した 。だが11月9日にトゥアプセへ戻る前には、フェオドシヤ付近のドイツ軍部隊に対して200発近い180mm砲弾を撃ち込んでいる。1941年12月24日から28日にかけ、「モロトフ」はポティからセヴァストポリへ第386狙撃師団の輸送を行った。12月29日に兵員を揚陸中にドイツ軍から砲撃を受け艦尾に損傷を受けた。「モロトフ」は反撃し、180mm砲弾205発と100mm砲弾107発を敵陣地に向けて発射している。翌日には脱出する負傷者600名を乗艦させてセヴァストポリから戻った。
「モロトフ」は1942年1月の最初の一週間、輸送任務を継続したが、1月21日から22日にかけてトゥアプセで大嵐に遭遇し防波堤に乗り上げたため艦首を損傷してしまった。そのため「モロトフ」は2月の大部分を修理に費やしたが、それでも艦首は完全に直らず速度は数ノット低下した。「モロトフ」はセヴァストポリ包囲戦を支援するため艦砲射撃任務を継続し、3月20日からはポティでより本格的な修理を実施した。6月12日、「モロトフ」は第138狙撃旅団の兵員2,998名をセヴァストポリへ輸送してドイツ軍陣地を砲撃する間に上陸させ、戻る際には1,065名の負傷兵と婦女子350名を乗せて避難させた。6月14日から15日にも他の艦艇と共同で3,855名の兵員を輸送し、艦砲射撃を実施するとともに2,908名の避難民を救出した。

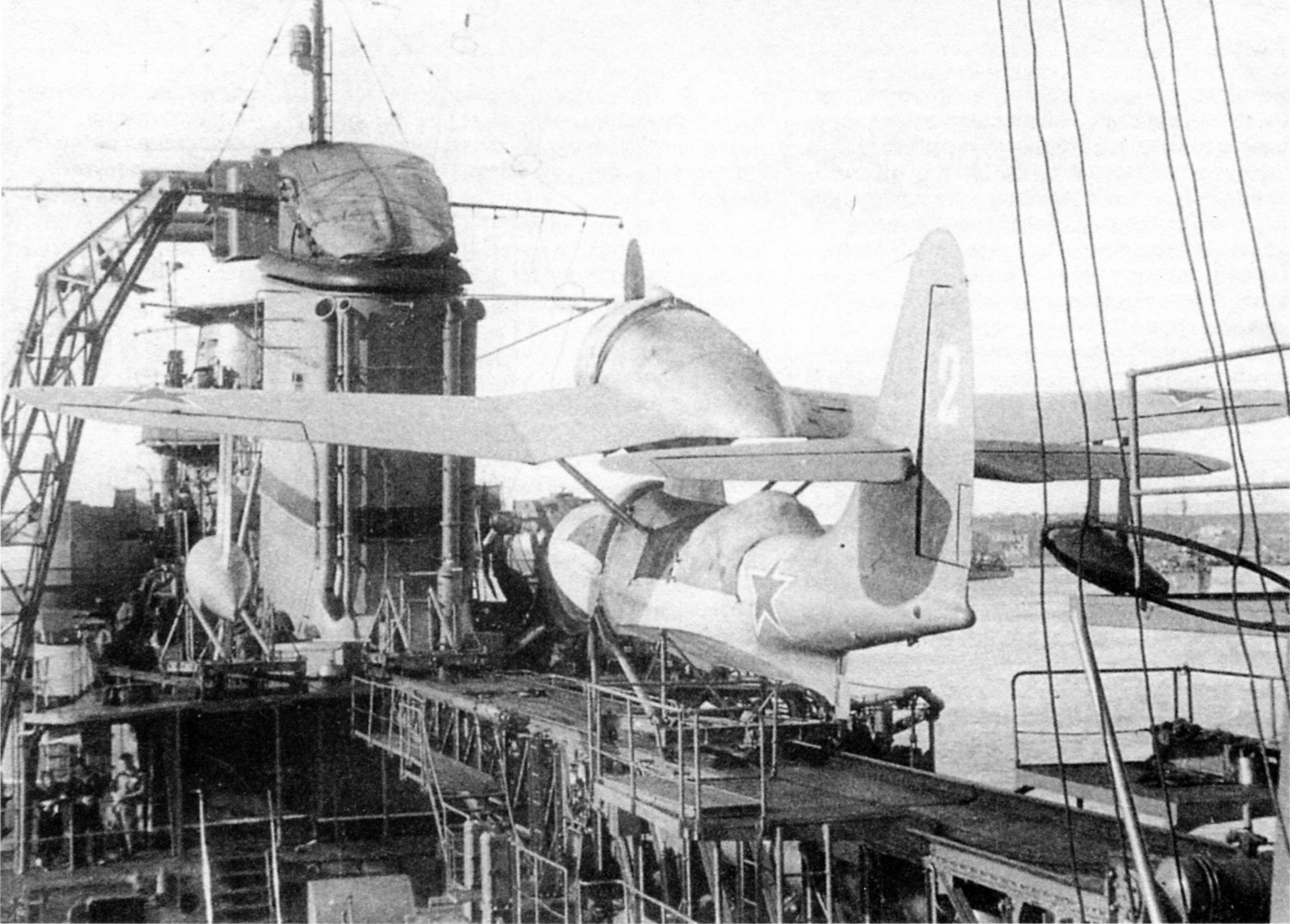
モロトフに搭載されたKOR-2。1941年。

8月2日、「モロトフ」と駆逐艦「ハリコフ」（と魚雷艇4隻）は夜間にフェオドシヤ湾で艦砲射撃を行うため出撃。帰路、イタリア魚雷艇「MAS-568」と「MAS-573」の攻撃を受け、前者の発射した魚雷が「モロトフ」に命中した。艦尾約20mが失われたが、速力10ノットまで回復し、ポチに帰投した。
モロトフはポティで1943年7月31日まで修理に費やしたが、この修理には建造中だった巡洋艦「フルンゼ」の艦尾、同「ジェレズニャコフ」の舵、同「ラーザリ・カガノーヴィチ」の操舵機（または舵やプロペラ）、そして潜水艦「L-25」のsteering sensorがそれぞれ流用されている。
1943年10月6日、駆逐艦3隻がドイツ空軍の爆撃で失われると、スターリンは大型艦を許可なしに出撃することを禁じた。これは「モロトフ」にとって戦争中における活動の終わりを意味した。

### 戦後
「モロトフ」は終戦から間もない1945年11月に、戦争中に負った損傷の最終的な修理を行った。1946年10月5日に「モロトフ」の第2砲塔の砲弾取扱室から出火し、誘爆を避けるため弾薬庫と砲弾取扱室に注水が行われた。最悪の事態は避けられたものの、この事故によって22名（または23名）が死亡、20名が負傷した。「モロトフ」は1940年代終り頃にかけてチャパエフ級巡洋艦とスヴェルドロフ級巡洋艦に搭載されるレーダーの試験艦として活動し、1952年から1955年1月28日まで近代化改装を実施した。
この改装で、「モロトフ」にはギュイス対空レーダーとリフ対水上レーダー、ザルプ射撃レーダー、ヤコール対空射撃レーダーが搭載された。対空兵装も一新され、水冷式の61-K 37mm連装機関砲11基が搭載されたほか100mm砲は電動式のB-34USMA砲架に載せられた。対空射撃指揮装置はスタビライズ機能を持つSPN-500方位盤付きのゼニット-26に置き換えられ、魚雷発射管、対潜兵装、艦載艇用クレーン、航空艤装が撤去された。この改装には、スヴェルドロフ級巡洋艦の建造費の半分から4分の3に相当する20億ルーブルが費やされた。
1955年からは黒海艦隊第50巡洋艦師団の旗艦を務めた。

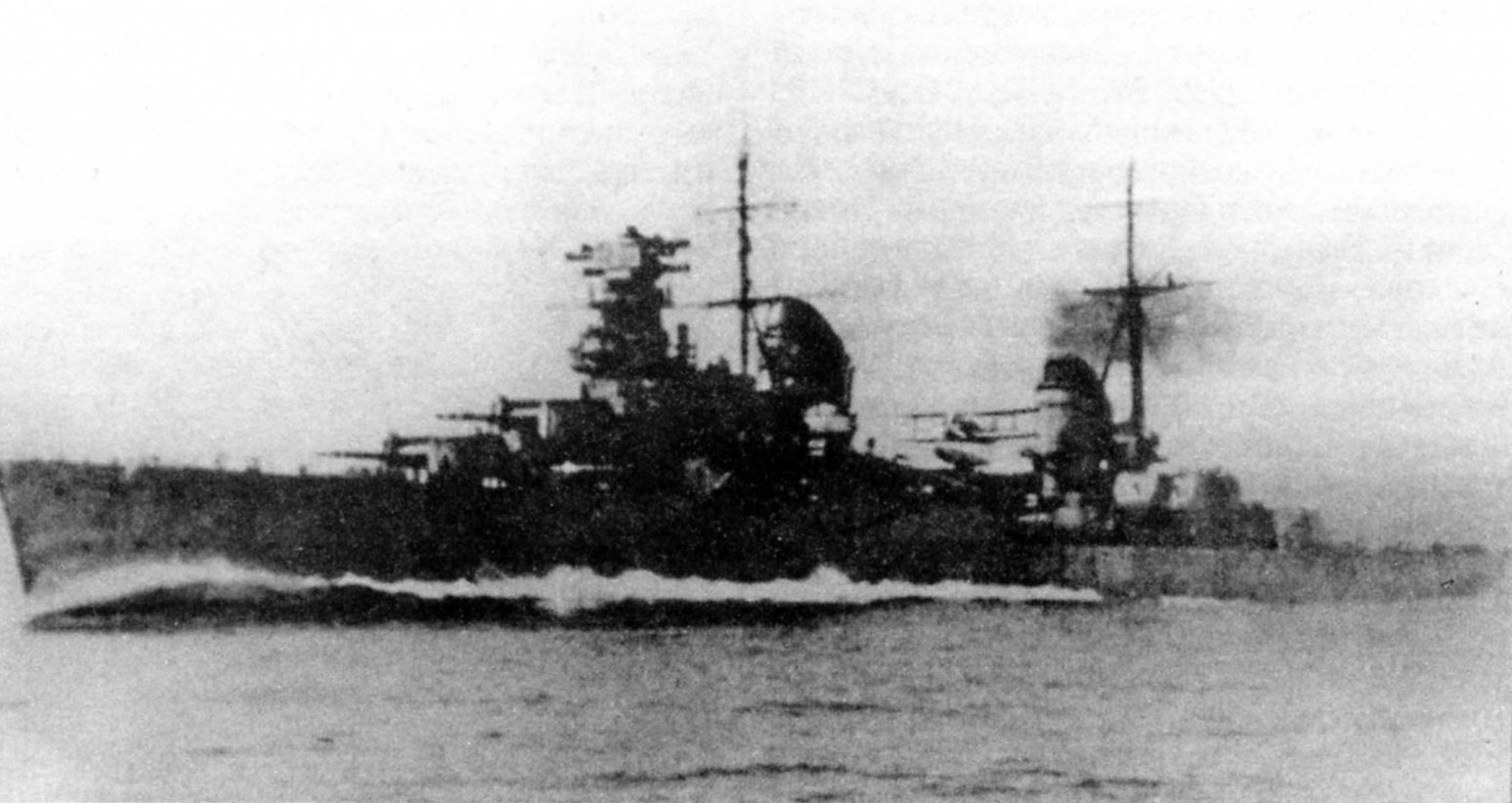
航行するモロトフ。1941年から1942年頃。

1955年10月29日、「モロトフ」は爆沈した戦艦「ノヴォロシースク」（元イタリア海軍「ジュリオ・チェザーレ」）の救援活動に参加した。この救援活動中、「ノヴォロシースク」に派遣されていた「モロトフ」の乗員5名が、爆発から3時間後「ノヴォロシースク」が転覆した際に巻き込まれ犠牲となった。艦名の元となったヴャチェスラフ・モロトフが最高指導者ニキータ・フルシチョフソ連共産党第一書記との政争に敗れ失脚した（反党グループ事件）ことを受け、 1957年8月3日に「モロトフ」は「栄光」を意味する「スラヴァ（Slava / Слава）」に改名された。
1959年1月14日に予備役となるが、1960年7月14日に現役に復帰した。
1961年に第50巡洋艦師団は解隊となり、8月3日に「スラヴァ」は練習巡洋艦に類別変更された。1966年6月30日、「スラヴァ」は黒海艦隊第21対潜艦旅団に編入。
「スラヴァ」は1967年6月5日から30日にかけて地中海へ展開し、第三次中東戦争でシリアに対するソ連の支援を示すため行動した。1970年9月から12日にかけて再び地中海へ展開し、1970年11月9日に駆逐艦「ブラーヴイ」とイギリス海軍の空母「アークロイヤル」が衝突事故を起こした際には支援を行った。。
1970年12月30日、「スラヴァ」は黒海艦隊第第70対潜艦旅団に転籍。
1972年4月4日に除籍され、その後解体された。